# Kent Meyers
Pour les articles homonymes, voir Meyers.
Kent Meyers est un auteur américain. Il vit dans le Dakota du Sud.
Il est l’auteur d’un recueil de nouvelles et de trois romans, dont Twisted tree, paru en 2009.

## Récompenses
Son recueil de nouvelles, Light in the Crossing a fait partie de la liste des meilleurs livres de 1999 pour le New York Times.
Work of Wolves a reçu le prix Alex en 2015.